# Matthew Maher (Schauspieler)

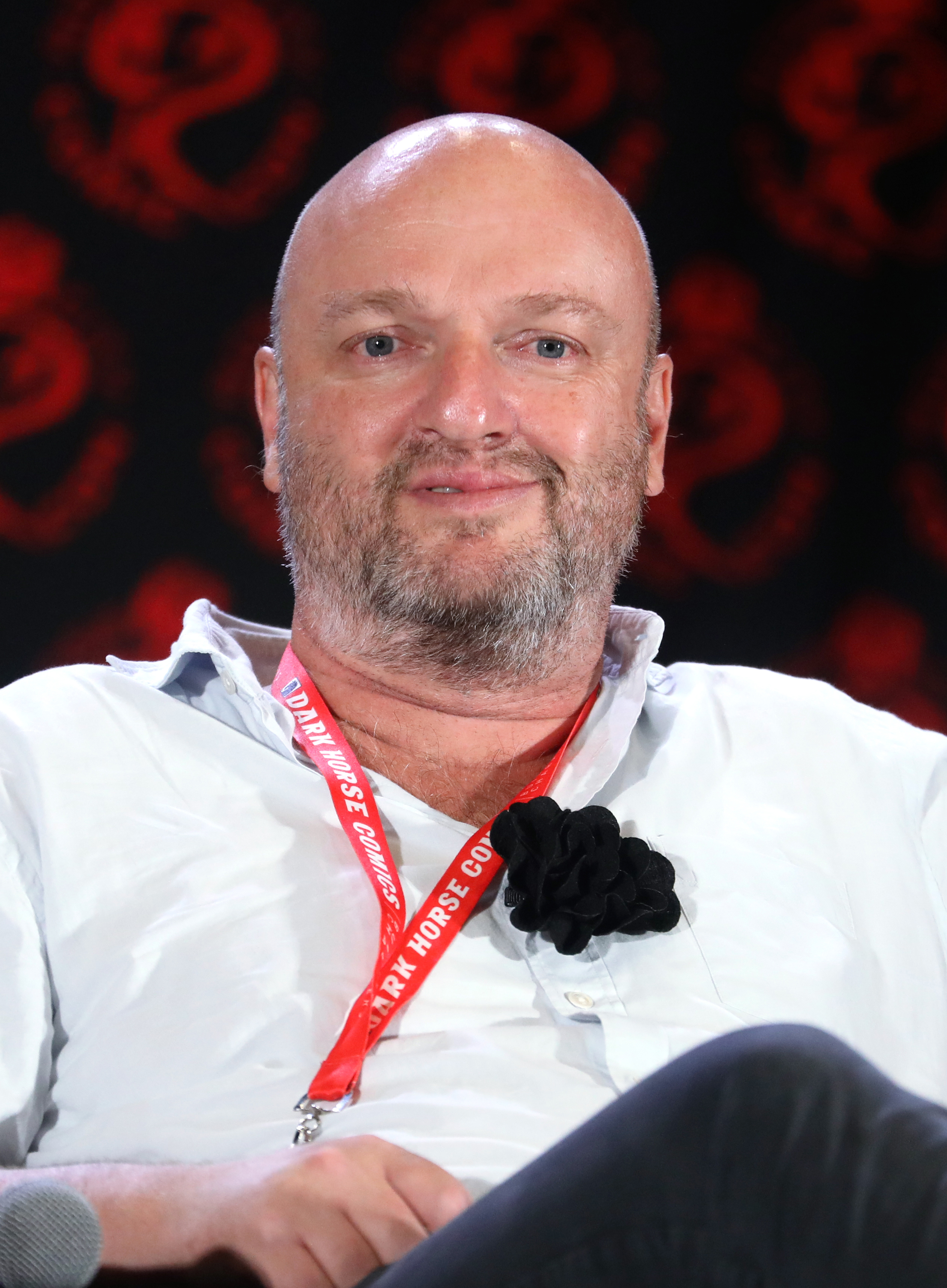
Matthew Maher (2024)

Matthew Maher (* 1971 oder 1972 in Arkabutla, Mississippi) ist ein US-amerikanischer Schauspieler.

## Leben und Karriere
Matthew Maher stammt aus dem Norden des US-Bundesstaates Mississippi. Er wurde mit einer Lippen-Kiefer-Gaumenspalte geboren, was Auswirkungen auf sein Selbstvertrauen während seiner Jugendjahre hatte. Er ließ sich später einer Operation unterziehen, durch die er seitdem Narben im Gesicht trägt und nahm darüber hinaus Sprechunterricht, wenngleich bis heute sein Lispeln nicht komplett verschwunden ist. Sein Interesse für das Schauspiel wurde dennoch während seiner Zeit auf der High School geweckt. Zu jener Zeit fing er an, am Theater zu spielen und tat dies auch weiterhin während seiner Zeit auf dem College. Nach dem Abschluss und Station in Chicago, zog er nach New York City, wo er einen Job annahm und nebenbei am Off-Off-Broadway als Darsteller spielte. Mit Mitte 20 kündigte er schließlich seinen Job und entschied sich, Vollzeit als Schauspieler zu arbeiten.
1999 war er in der Rolle eines Barkeepers in der Satire-Fantasyverfilmung Dogma erstmals vor der Kamera zu sehen. Zudem übernahm er noch im selben Jahr eine kleine Rolle im Filmdrama Bringing Out the Dead – Nächte der Erinnerung. 2002 trat er als Hank in der Filmkomödie Hilfe, ich habe ein Date! auf. 2004 folgte eine kleine Rolle im Spielfilm Jersey Girl. Außerdem trat er seit Beginn seiner Schauspielkarriere immer wieder in Gastrollen in Fernsehserien auf, darunter Criminal Intent – Verbrechen im Visier, Law & Order: Special Victims Unit, John from Cincinnati, Law & Order und The Unusuals. 2007 wurde er als Corwin Earle in einer Nebenrolle im Kriminalfilm Gone Baby Gone – Kein Kinderspiel besetzt. 2010 trat Maher im Thriller The Killer Inside Me in der Rolle des Deputy Jeff Plummer auf und wirkte darüber hinaus in der Tragikomödie It’s Kind of a Funny Story aus demselben Jahr mit. 2013 lieh er der Figur Wade Hebert aus dem Videospiel Grand Theft Auto V die Stimme. 2014 trat Maher als Tim in der Tragikomödie Gefühlt Mitte Zwanzig auf und war zudem im Thriller A Most Violent Year als John Dominczyk zu sehen. 2016 trat er als Carl Nickerson im Historiendrama The Finest Hours auf.
2017 wirkte Maher im Kriminalfilm Live by Night in der Rolle des RD Pruit mit und war in einer kleinen Rolle im Film Lady Bird zu sehen. 2018 trat er als Alan Lawford in der Serie Mozart in the Jungle auf. Es folgten Serienrollen in Elementary, New Amsterdam und Prodigal Son – Der Mörder in Dir. 2019 trat er in Filmnebenrollen in Captain Marvel und Marriage Story auf. Neben seinen Rollen in Film und Fernsehen steht Maher hauptsächlich jedoch am Theater auf der Bühne. 2019 wirkte er am Broadway in der Inszenierung von William Shakespeares König Lear mit. Bereits in den Jahren zuvor wirkte er in zahlreichen Aufführungen der Werke Shakespeares mit.

## Filmografie (Auswahl)
- 1999: Dogma
- 1999: Bringing Out the Dead – Nächte der Erinnerung (Bringing Out The Dead)
- 2000: Four Letter Words
- 2000: Vulgar
- 2001: Clerks (Fernsehserie, 2 Episoden, Stimme)
- 2002: Hilfe, ich habe ein Date! (The Third Wheel)
- 2002: Freax and the City
- 2003: Just Another Story
- 2004: Jersey Girl
- 2004: Criminal Intent – Verbrechen im Visier (Criminal Intent, Fernsehserie, Episode 4x06)
- 2004: Pagans
- 2005: Homecoming
- 2006: Law & Order: Special Victims Unit (Fernsehserie, Episode 7x15)
- 2007: John from Cincinnati (Fernsehserie, 5 Episoden)
- 2007: Gone Baby Gone – Kein Kinderspiel (Gone Baby Gone)
- 2008: Law & Order (Fernsehserie, Episode 18x10)
- 2009: The Unusuals (Fernsehserie, 2 Episoden)
- 2010: The Killer Inside Me
- 2010: I’m Still Here
- 2010: It’s Kind of a Funny Story
- 2010: Bored to Death (Fernsehserie, Episode 2x08)
- 2011: Sweet Little Lies
- 2013: Over/Under (Fernsehfilm)
- 2013: Frank the Bastard
- 2014: Gefühlt Mitte Zwanzig (While We’re Young)
- 2014: A Most Violent Year
- 2015: People Places Things
- 2015: Nurse Jackie (Fernsehserie, 3 Episoden)
- 2016: The Finest Hours
- 2016: My Entire High School Sinking Into the Sea (Stimme)
- 2016: Live by Night
- 2017: The Incredible Jessica James
- 2017: Lady Bird
- 2017: Wonder Wheel
- 2017: Testosterone: Volume One
- 2018: Mozart in the Jungle (Fernsehserie, 5 Episoden)
- 2018: Elementary (Fernsehserie, Episode 6x09)
- 2018: New Amsterdam (Fernsehserie, Episode 1x03)
- 2019: Captain Marvel
- 2019: Marriage Story
- 2020: Prodigal Son – Der Mörder in Dir (Prodigal Son, Fernsehserie, 2 Episoden)
- 2020: The Mimic
- 2020: The Outside Story
- 2022–2023: Our Flag Means Death (Fernsehserie, 18 Episoden)
- 2022: Funny Pages
- 2023: Hello Tomorrow! (Fernsehserie)
- 2023: Air: Der große Wurf (Air)
- 2023: The Kill Room
- 2024: The Negotiator (Relay)
- 2025: The Mastermind